# Macrothemis hemichlora
Macrothemis hemichlora – gatunek ważki z rodziny ważkowatych (Libellulidae). Występuje na terenie Ameryki Południowej.